# Arte Moreno
 (janvier 2023).
La mise en forme du texte ne suit pas les recommandations de Wikipédia : il faut le « wikifier ».
Les points d'amélioration suivants sont les cas les plus fréquents. Le détail des points à revoir est peut-être précisé sur la page de discussion.
- Les titres sont pré-formatés par le logiciel. Ils ne sont ni en capitales, ni en gras.
- Le texte ne doit pas être écrit en capitales (les noms de famille non plus), ni en gras, ni en italique, ni en « petit »…
- Le gras n'est utilisé que pour surligner le titre de l'article dans l'introduction, une seule fois.
- L'italique est rarement utilisé : mots en langue étrangère, titres d'œuvres, noms de bateaux, etc.
- Les citations ne sont pas en italique mais en corps de texte normal. Elles sont entourées par des guillemets français : « et ».
- Les listes à puces sont à éviter, des paragraphes rédigés étant largement préférés. Les tableaux sont à réserver à la présentation de données structurées (résultats, etc.).
- Les appels de note de bas de page (petits chiffres en exposant, introduits par l'outil «  Source ») sont à placer entre la fin de phrase et le point final[comme ça].
- Les liens internes (vers d'autres articles de Wikipédia) sont à choisir avec parcimonie. Créez des liens vers des articles approfondissant le sujet. Les termes génériques sans rapport avec le sujet sont à éviter, ainsi que les répétitions de liens vers un même terme.
- Les liens externes sont à placer uniquement dans une section « Liens externes », à la fin de l'article. Ces liens sont à choisir avec parcimonie suivant les règles définies. Si un lien sert de source à l'article, son insertion dans le texte est à faire par les notes de bas de page.
- La présentation des références doit suivre les conventions bibliographiques. Il est recommandé d'utiliser les modèles {{Ouvrage}}, {{Chapitre}}, {{Article}}, {{Lien web}} et/ou {{Bibliographie}}. Le mode d'édition visuel peut mettre en forme automatiquement les références.
- Insérer une infobox (cadre d'informations à droite) n'est pas obligatoire pour parachever la mise en page.

Pour une aide détaillée, merci de consulter Aide:Wikification.
Si vous pensez que ces points ont été résolus, vous pouvez retirer ce bandeau et améliorer la mise en forme d'un autre article.
Arturo « Arte » Moreno (né le 14 août 1946) est un homme d'affaires américain. Le 15 mai 2003, il est devenu le premier mexicain-américain à posséder une équipe sportive majeure aux États-Unis lorsqu'il a acheté l'équipe de baseball des Angels d'Anaheim à la Walt Disney Company. En août 2022, il a annoncé qu'il étudierait une éventuelle vente de la franchise.
Moreno est né dans une famille mexicaine américaine à Tucson, en Arizona, l'aîné des 11 enfants de Maria et Arturo Moreno, qui ont immigré du Mexique. Son père dirigeait une petite imprimerie et son grand-père possédait le premier journal en langue espagnole de Tucson. En 1965, il obtient son diplôme de fin d'études secondaires et en 1966, il est appelé sous les drapeaux dans l'armée américaine et participe à la guerre du Vietnam. Après son retour à la vie civile en 1968, il s'inscrit à l'université de l'Arizona où il obtient un diplôme en marketing en 1973.

## Carrière

### Contexte publicitaire
Après l'école, il a été embauché pour travailler chez Eller Outdoor, une agence de publicité. Il a voyagé à travers le pays pendant les sept années suivantes, déménageant plusieurs fois. En 1984, il est retourné en Arizona, s'installant à Phoenix, où il a été embauché par la société de panneaux d'affichage Outdoor Systems. En 1984, Moreno et son ami Wally Kelly ont tenté en vain d'acheter l'entreprise au propriétaire William S. Levine. Moreno et Kelly ont conclu un partenariat, et Moreno est devenu plus tard son président et chef de la direction.
En 1996, Moreno a rendu public Outdoor Systems. Les actions de la société ont grimpé en flèche et, en 1998, Outdoor Systems a été achetée par Infinity Broadcasting pour 8 milliards de dollars.

### Propriété de base-ball
Le baseball étant le passe-temps favori de Moreno, il a acheté l'équipe de la ligue mineure Salt Lake Trappers aux côtés de 17 autres investisseurs en 1986. Le groupe était propriétaire de l'équipe jusqu'en 1992, et l'entreprise s'est avérée être un succès financier retentissant.
En 2001, Moreno souhaitait posséder une équipe de la Major League Baseball (MLB). Il a tenté d'acheter une participation majoritaire dans les Diamondbacks de l'Arizona, mais aucun accord n'a pu être conclu. Il est néanmoins resté déterminé à posséder une équipe de la Major League et a rapidement jeté son dévolu sur le champion des World Series 2002 Anaheim Angels.
Il a été annoncé en avril 2003 que Moreno avait conclu un accord avec The Walt Disney Company pour acheter l'équipe à 180 millions de dollars. Le 15 mai 2003, Bud Selig, commissaire de la MLB a annoncé que la vente des Angels à Moreno avait été approuvé. L'une des premières personnes à féliciter Moreno après la nouvelle est le propriétaire des Diamondbacks, Jerry Colangelo, un ami personnel qui a déclaré que c'était une bonne opportunité pour Moreno.

#### Propriétaire des anges[Lesquels?]
Moreno a rapidement démontré sa volonté de dépenser l'argent nécessaire pour recruter des joueurs de premier plan, dont le voltigeur vedette Vladimir Guerrero. Il a également adopté une approche pratique, devenant un participant régulier des matchs à domicile de l'équipe et quittant périodiquement la loge de son propriétaire pendant les matchs pour se mêler aux fans dans les zones de sièges et les halls réguliers du stade. Tous ces mouvements se sont avérés très populaires auprès des fans. Au cours de la première année de sa propriété, les Angels ont attiré plus de trois millions de fans, 750 000 de plus que leur saison de championnat.
Cependant, Moreno a rencontré un contrecoup substantiel de la part des fans de l'équipe, et en particulier de la direction de la ville d'Anaheim, en Californie, à la suite de sa décision en 2005 de changer le nom de l'équipe des Anaheim Angels en Los Angeles Angels of Anaheim . Moreno a vu le changement dans le cadre d'une stratégie globale visant à augmenter les revenus de l'équipe en le commercialisant activement et en l'associant à l'ensemble de la région métropolitaine de Los Angeles, plutôt que de restreindre l'identité de l'équipe à la ville d'Anaheim et au comté d'Orange. Ces dernières années, le zoo de San Diego et le Los Angeles Times ont été des sponsors notables du club, tandis que tous les détenteurs de droits de télévision de baseball utilisent également une variante du nouveau nom de l'équipe, indiquant l'effet du plan de Moreno. Mais cette décision a indigné les responsables de la ville d'Anaheim, qui ont répondu en poursuivant l'équipe . Cela a également mis en colère une partie importante de la base de fans des Angels dans le comté d'Orange, qui était fière que l'identité de l'équipe soit distincte de Los Angeles. La maladresse du suffixe d' Anaheim, ajouté pour satisfaire à une exigence contractuelle d'inclusion d' Anaheim dans le nom de l'équipe, a également fait du nouveau nom le sujet du ridicule national,,. Finalement, l'équipe a remporté le procès intenté par la ville. Quel que soit le mécontentement ressenti par les fans face au changement de nom, cela ne s'est pas traduit par une diminution du soutien à l'équipe, car les niveaux de fréquentation sont restés bien au-dessus des chiffres de 2002.
Mis à part la controverse sur le nom, les premières saisons de Moreno en tant que propriétaire des Angels ont été largement couronnées de succès. L'équipe a affiché trois saisons gagnantes consécutives pour la première fois dans l'histoire du club (2007-2009), y compris la victoire du championnat de la division ouest de la Ligue américaine en 2004, 2005, 2007, 2008, 2009 et 2014 quand ils ont terminé avec une ligue. menant 98 victoires en saison régulière. Cependant, les Angels, même avec Albert Pujols et Mike Trout à la tête de l'équipe, n'ont pas pu les ramener aux séries éliminatoires ou gagner un match en séries éliminatoires. De 2010 à 2022, les Angels n'ont pas réussi à gagner un match d'après-saison (le plus long écart depuis leur sécheresse de 1987 à 2001) malgré un accord massif pour Trout pour plus de 400 millions de dollars et des signatures à prix élevé de joueurs tels que Pujols, Anthony Rendon, Josh Hamilton, et Shohei Ohtani qui ont totalisé plus de 500 millions de dollars. Une saison perdante en 2022 serait la septième saison consécutive pour l'équipe, ce qui correspondrait au record de l'histoire de la franchise après l'ère 1971-77.

Juste avant le début de la saison 2006 de la Major League, Moreno a remporté un autre succès en signant un contrat lucratif avec Fox Sports Net pour les droits de diffusion télévisée des matchs de saison régulière des Angels. L'accord de dix ans a considérablement augmenté les revenus télévisuels de l'équipe. En avril 2006, le magazine Forbes a estimé que l'équipe valait 368 millions de dollars - deux fois le montant que Moreno avait payé pour le club trois ans plus tôt; en janvier 2018, Forbes a estimé la valeur de la franchise à 1,75 milliard de dollars. 
[Moreno] a vraiment fait un travail incroyable avec la franchise. Doubler la valeur en trois ans sans avoir un nouveau stade est un exploit incroyable.
— Kurt Badenhausen, rédacteur en chef adjoint du magazine Forbes 

En octobre 2020, Moreno, par l'intermédiaire de sa société SRB Management, a accepté d'acheter Angel Stadium et les parkings environnants à la ville d'Anaheim pour 320 millions de dollars. En mai 2022, il a été signalé qu'un FBI avait mené une enquête pour corruption sur les transactions de la ville et la vente du stade, qui a conduit à la démission du maire d'Anaheim, Harry Sidhu, le 24 mai. À la lumière du scandale, le conseil municipal d'Anaheim a voté l'annulation de la vente plus tard dans la journée.
Le 23 août 2022, Moreno a officiellement annoncé qu'il explorerait une éventuelle vente de la franchise Angels. Dans une déclaration publique, Moreno a déclaré que lui et sa famille avaient décidé "c'est le moment" après "beaucoup de réflexion". La franchise a été estimée à 2,2 milliards de dollars par Forbes dans une analyse de mars 2022.
Le 26 février 2006, Moreno a dirigé un partenariat d'acheteurs pour acheter Radio 830 KMXE, la plus grande station de radio AM de langue espagnole du pays. Pour les saisons 2006 et 2007, Radio 830 KMXE a servi de diffuseur de radio en espagnol pour les Angels. Le 17 juillet 2007, la station a commencé à diffuser à partir de nouveaux studios situés à Angel Stadium. Juste avant la saison 2008, la station est devenue AM830 KLAA (AM) et est passée à toute la langue anglaise, y compris les émissions de jeux Angels. La station a depuis ajouté des talk-shows sportifs du matin et de l'après-midi à sa programmation.
Alors que cela semble être une nouvelle tendance pour les équipes sportives d'acheter leurs propres stations de radio (voir les St. Louis Cardinals et les Washington Commanders ), pour les Angels, c'est une tradition lancée par le fondateur de l'équipe Gene Autry, qui possédait 710 KMPC et diffusait les matchs. pendant des années.

### Vie privée
Moreno a été marié deux fois. Il a trois enfants.
En 1997, Moreno et son épouse ont créé la Moreno Family Foundation, qui soutient des organisations à but non lucratif axées sur la jeunesse et l'éducation.  Elle a également apporté son soutien aux programmes sportifs de l'université d'Arizona.
En dehors de cela, Moreno est vigilant quant au maintien de sa vie privée. Il refuse la plupart des demandes d'entretien et ne discute pas publiquement de sa vie personnelle. Sa famille et ses amis évitent également de commenter publiquement sa vie personnelle, bien qu'officiellement, ceux qui le connaissent le décrivent comme "sans vergogne dans son soutien à la politique républicaine " et comme particulièrement dévoué à sa famille.
En septembre 2020, il a approuvé Donald Trump à la présidence, affirmant qu'« il est très nécessaire de voter pour le président Trump, ».